# CANZUK

Karte der CANZUK-Staaten

CANZUK ist ein vorgeschlagenes Bündnis zwischen Kanada, Australien, Neuseeland und dem Vereinigten Königreich zur Gründung einer Freihandelszone oder Staatenunion, deren Umfang dem der ehemaligen Europäischen Wirtschaftsgemeinschaft entsprechen soll. Dazu gehören freier Handel, Zusammenarbeit in der Außenpolitik, militärische Zusammenarbeit und Bewegungsfreiheit der Bürger zwischen den vier Staaten. Verbunden sind diese durch ähnliche wirtschaftliche Systeme, soziale Werte sowie politische und rechtliche Systeme, einem gemeinsamen Staatsoberhaupt in der Person des britischen Monarchen und die Tatsache, dass die Mehrheit der Bevölkerung jedes Landes Englisch spricht.
Das Akronym CANZUK setzt sich aus den Anfangsbuchstaaten der vier Staaten zusammen: C für Kanada (Canada), A für Australien (Australia), NZ für Neuseeland (New Zealand) und UK für das Vereinigte Königreich (United Kingdom).

## Gemeinsamkeiten der CANZUK-Staaten
Kanada, Australien und Neuseeland sind ehemalige Dominions des Britischen Empire, in denen Menschen britischer Abstammung die Mehrheit der Bevölkerung bildeten. Heute pflegen die vier CANZUK-Länder enge kulturelle, diplomatische und militärische Beziehungen untereinander. Die Flaggen Australiens, Neuseelands und alte Flagge Kanadas enthalten den Union Jack in ihrem oberen Eckfeld. Alle vier Staaten sind Teil des Commonwealth of Nations und des Commonwealth Realm und teilen damit ein Staatsoberhaupt. Die Länder weisen eine Reihe institutioneller, sprachlicher und religiöser Gemeinsamkeiten auf, wie beispielsweise politische Systeme, die auf dem Westminster-System und dem Common Law basieren. Im 20. und 21. Jahrhundert haben alle Staaten sich zu multikulturellen Dienstleistungsgesellschaften hin gewandelt. Die Länder kooperieren bereits sehr eng als Teil der Five-Eyes-Vereinbarung und gelten als enge sicherheitspolitische Verbündete der Vereinigten Staaten. Kanada und das Vereinigte Königreich sind durch die NATO verbündet, während Australien, Neuseeland und das Vereinigte Königreich durch die Five Power Defence Arrangements verbunden sind. Während politisch, wirtschaftlich und kulturell enge Verbindungen existieren, besteht allerdings eine große geografische Entfernung zwischen den Staaten, die sich auch klimatisch und geografisch stark unterscheiden.

### Staatenvergleich
| Land                   | Hauptstadt | Fläche (in km²) | Einwohner (2024) | BIP in Mio. US$ (KKP) 2024 | BIP pro Kopf (KKP) 2024 | HDI (2024) |
| ---------------------- | ---------- | --------------- | ---------------- | -------------------------- | ----------------------- | ---------- |
| Australien             | Canberra   | 7.741.220       | 27.204.810       | 1.936.797                  | 71.193 US$              | 0,958      |
| Kanada                 | Ottawa     | 9.984.670       | 41.288.600       | 2.702.880                  | 65.463 US$              | 0,939      |
| Neuseeland             | Wellington | 268.838         | 5.338.500        | 294.117                    | 55.094 US$              | 0,938      |
| Vereinigtes Königreich | London     | 243.610         | 69.226.000       | 4.196.506                  | 60.620 US$              | 0,946      |
| Gesamt                 | -          | 18.238.338      | 143.057.910      | 9.130.300                  | 63.822 US$              | -          |

## Geschichte
Der Begriff CANZUK wurde erstmals von William David McIntyre in seinem 1967 erschienenen Buch Colonies into Commonwealth im Zusammenhang mit einer „CANZUK-Union“ geprägt. Die Idee einer verstärkten Migration, eines intensiveren Handels und einer engeren außenpolitischen Zusammenarbeit zwischen den CANZUK-Ländern wurde 2015 vom CEO und Gründer von CANZUK International, James Skinner, popularisiert. CANZUK International (ehemals bekannt als Commonwealth Freedom of Movement Organisation) fungiert seitdem als Lobbyorganisation für das Konzept.
Seit dem EU-Austritt des Vereinigten Königreichs (Votum: 2016, Austritt: 2020) ist die Vertiefung der Beziehungen zu den anderen CANZUK-Staaten eine Priorität der britischen Außenpolitik. Die Diskussionen über eine CANZUK-Union haben dadurch an Bedeutung gewonnen. Im Jahr 2021 wurde zwischen Australien und dem Vereinigten Königreich eines der umfassendsten Freihandelsabkommen in der Geschichte Australiens geschlossen. Das neue Abkommen liberalisiert den freien Waren- und Personenverkehr erheblich und wird die technologischen und digitalen Barrieren zwischen den beiden Ländern abbauen. Im folgenden Jahr wurde auch ein Freihandelsabkommen mit Neuseeland geschlossen. Zwischen Neuseeland und Australien besteht schon seit 1983 mit dem Closer Economic Relations-Abkommen eine de-facto-Wirtschaftsunion.

## Diskussion

### In der Politik
Ideen für eine CANZUK-Union reichen von einem föderativen Zusammenschluss zu einer geopolitischen Union. In der von der Interessenvertretung CANZUK International und der Konservativen Partei Kanadas bevorzugten Version würde CANZUK die Schaffung einer Freizügigkeitszone für Personen, eines multilateralen Freihandelsabkommens und einer Sicherheitspartnerschaft beinhalten. Für Befürworter der Idee könnte so eine geopolitische Großmacht und eine dritte Säule innerhalb der westlichen Welt neben den USA und der Europäischen Union in Kontinentaleuropa geschaffen werden (was einst in ähnlicher Form von Winston Churchill vorgeschlagen wurde). In Großbritannien wurde die Idee einer CANZUK-Staatenunion vor allem von den Befürwortern des EU-Austritts unterstützt (z. B. von Boris Johnson) und als anglophone Alternative zur europäischen Integration propagiert. In Kanada nahmen die Konservativen die Schaffung einer CANZUK-Union 2018 in ihr politisches Programm auf. In Neuseeland unterstützte 2018 Simon Bridges, Parteiführer der konservativen New Zealand National Party, die Idee.
Kritiker haben dagegen eingewendet, dass das CANZUK-Projekt als geopolitisches Konstrukt im 21. Jahrhundert keinen Sinn ergeben würde. Nick Cohen schrieb im April 2016, dass „es eine euroskeptische Fantasie ist, dass die ‚Anglosphäre‘ den Brexit will“, und betont die allmähliche Trennung, die seit dem Ende des Britischen Empire zwischen den einzelnen Staaten sowohl in rechtlicher als auch in politischer Hinsicht stattgefunden hat. Der ehemalige australische Premier Kevin Rudd kritisierte die Idee als imperiale Nostalgie und betonte, dass der verhältnismäßig kleine britische Markt keine glaubwürdige Alternative zum größeren europäischen Markt ist, und für die Briten CANZUK nicht den EU-Binnenmarkt ersetzten könnte. Gelegentlich wurde die Idee auch mit Kolonialismus und Rassismus in Verbindung gebracht, da Brexit-Befürworter spezifisch die Bindung an „ehemalige Dominions, in denen weiße Menschen dominieren“ verstärken wollen, anstatt z. B. die Beziehungen zu anderen Commonwealth-Staaten zu intensiveren.

### Öffentliche Meinung
Eine Umfrage der Royal Commonwealth Society aus dem Jahr 2016 ergab, dass 70 % der Australier den CANZUK-Vorschlag befürworteten, während 10 % dagegen waren. 75 % der Kanadier sprachen sich für die Idee aus, 15 % waren dagegen, und 82 % der Neuseeländer befürworteten die Idee, während 10 % dagegen waren. Eine Umfrage von YouGov aus dem Jahr 2015 ergab 58 % Zustimmung und 19 % Ablehnung in Großbritannien.